# Simmenthal
Simmenthal est la marque commerciale d'une transformation agroalimentaire italienne précuite à base de viande de bœuf  conservée en boîte et pouvant être consommée telle quelle froide, réchauffée ou cuisinée. Le produit est mis en boîte par la compagnie italienne Simmenthal, filiale du groupe italien Bolton Group. 
Les ingrédients sont : bouillon (eau, miel, plantes aromatiques, arômes naturels, épices), viande de boeuf cuite 38 % soit 106 g de viande crue maigre (75% du poids global), sel, Marsala, gélifiant : Agar-agar, densifiant : farine de caroube.
- Protéines = 12 g
- Glucides = 0 g (dont sucres = 0 g)
- Graisses = 1,5 g (dont saturées = 0,7 g).

## Historique
Simmenthal est une marque très réputée présente sur le marché européen depuis 1932. La marque produit et distribue des portions de viande de bœuf bouillie accompagnée de  gélatine animale, dans des boîtes de conserve en métal pouvant être consommée froide sans aucune autre préparation.
La méthode particulière de conservation a été inventée par le restaurateur de  Crescenzago (Milan), Pietro Sada, en 1881. C'est son fils Gino Alfonso Sada qui lança la production industrielle de la conserve de la viande de bœuf simmenthal avec gelée en 1923.
Le nom de la marque trouve son origine dans la race bovine de très haute qualité race bovine Simmental, donnant une viande de très haute qualité, d'origine suisse mais élevée dans toutes les vallées voisines depuis le moyen âge. Elle a donné naissance à plusieurs races bovines réputées comme la fleckvieh en Allemagne, la montbéliarde en France ou la razzeta d'Oropa en Italie.
Le processus de fabrication consiste à cuire la viande maigre de bœuf simmenthal soigneusement sélectionnée, dans un bouillon végétal qui, en se refroidissant, produit de la gelée. 
La société, passée sous contrôle du groupe américain Kraft Foods au début des années 1980 jusqu'en 2012, a été rachetée par la branche alimentaire du groupe italien Bolton Group de Milan.

## Articles liés
- Corned-beef : conserve de viande de bœuf
- Spam (marque agroalimentaire)